# Украинцы в Томской области
Украи́нцы в Томской области (укр. Українці Томської області) — вторая по численности этническая группа сибирского региона, которая сформировалась исторически и внесла значительный вклад в колонизацию, освоение и развитие томского региона.

## История
Исторически к числу одной из наиболее многочисленных этнодисперсных групп Сибири, в том числе и в Томской области, относится украинская.

Памятник волку из мультфильма «Жил-был пёс» по мотивам украинской народной сказки в Томске

Представители украинского народа были уже среди первых жителей Томского острога. Однако их массовое переселение в Сибирь началось во второй половине XIX в., после отмены крепостного права. Первым украинским поселением в границах современной Томской области стало с. Новорождественское, основанное выходцами из Полтавы в 1886 году. В конце XIX в. украинцы образовывали компактные группы в русских селениях на территории пригородных волостей, например, в пос. Васильевском, пос. Борисовском, д. Орловке и других. В последней заселенный украинцами край именовался Хохловкой, так как в среде сибирских украинцев в конце XIX — начале XX в. закрепилось самоназвание.
На рубеже XIX-ХХ вв. украинский компонент вполне рельефно выделялся в составе сельского населения региона. Культурное и хозяйственно-бытовое своеобразие выходцев из Украины отразилось в материалах официальных обследований, а также гетеростереотипах окружающего населения. Например, приемы обработки земли и способы ведения хозяйства украинские переселенцы заимствовали у сибиряков-старожилов, но они стремились расширить посевы гречихи и подсолнуха, характерные для хозяйства украинцев. Так, А. А. Кауфман, характеризуя население пос. Борисовского Семилужной волости, отмечал у украинцев посевы гречихи, хотя последняя и «плохо родится». При оценке хозяйственной сноровки украинцев в рамках одного поселка были получены разные ответы: «не лучше пахари хохлы» и «хохлы лучше всех пашут». Национальный украинский колорит отчетливо прослеживался в характере жилищных и хозяйственных построек. Большинство украинских поселений в Томской губернии имели характерный тип жилищ: избы, мазанные глиной, крытые соломой или дерном, нередко выкрашенные в два цвета: коричневый и белый.
Формирование украинской диаспоры в Томской области продолжалось в течение всего XX в. Миграционный поток, оформившийся во второй половине XIX в., имел место и в XX в. — в рамках Столыпинской аграрной реформы он обусловил существенный приток украинцев на томскую землю. Представители этого этноса отмечались также среди беженцев и военнопленных Первой мировой войны. Среди добровольных переселенцев, прибывших в 1920 гг. в период очередных мероприятий по заселению Сибири, встречались и украинцы. Значительное увеличение их численности произошло в период репрессий и этнических депортаций 1930-40 гг., когда основная часть прибывших направлялась в северные районы области. По данным 1953 года, численность спецпереселенцев украинской национальности в Томской области составляла 9249 чел.. Последняя, довольно массовая миграция украинцев, связана с освоением ресурсной базы в Сибири в 1970-80 гг.

## Центры компактного проживания украинцев
При изучении современных этнических процессов у этнодисперсных групп продуктивным представляется выход на локальный уровень. Суженные территориальные рамки позволяют более детально разобраться в происходящих процессах, выявить и уточнить отдельные факты. В этой связи целесообразно сфокусироваться на конкретных украинских поселениях. Сегодня в качестве украинского считается преимущественно с. Новорождественское Томского района. Недостаток необходимых материалов затрудняет изучение уже исчезнувших компактных поселений украинцев или селений с их численным преимуществом. И все-таки материалы и письменные источники позволили выявить еще одну украинскую деревню — Крыловку, располагавшуюся в Кожевниковском районе.

### Новорождественское поселение
Новорождественское, основанное выходцами из Полтавы в 1886 году, располагается к юго-востоку от города Томска. Согласно полевым материалам, к числу его первопоселенцев относятся семьи Андрейченко, Гавриленко, Вдовика, Могильного, Цысь. В архивных документах пофамильный состав жителей села в начале прошлого столетия включает эти и другие фамилии явно украинского происхождения, что указывает на этнический состав этого села.
Для исследования вопросов, связанных с этничностью, представляется важным привлечение источников, ориентированных на информацию личностного плана, в которой наиболее адекватно выражается этническая принадлежность человека. Процесс размывания этнического самосознания нашел отражение в делопроизводственной документации. Например, в статистической карточке о разводе, датированной 1920 г., К. Вдовик, предки которого принадлежали к числу первопоселенцев с. Ново-Рождественского и являлись украинцами, был записан русским. К массовым источникам принадлежат похозяйственные книги, в которых национальность записывалась со слов опрашиваемого. Исключение составляют 1930 гг., поскольку в этот период в них фиксировалась только этническая принадлежность главы семьи, в подавляющем большинстве случаев мужчины.
При выявленной тенденции увеличения доли русских в составе населения в течение 1930-90 гг. довольно стойким оказался пофамильный список жителей с. Ново-Рождественского. Это позволяет сделать вывод о том, что обозначенная положительная динамика численности русских была обусловлена сменой этнической самоидентификации у местного населения. Контакты с этнически гетерогенной средой, акцент на нивелирование культурных различий в годы советской власти обусловили утрату этнической идентичности, что нашло отражение в сельской документации. Однако беседы с местными жителями дали результаты, которые разнятся с официальной статистикой: часть населения по-прежнему считает себя украинцами, да и окружающее население воспринимает это село как украинское. Сегодня в с. Новорождественском активно идет процесс этнического возрождения. В последние годы обсуждался вопрос о создании в селе украинского центра, и здесь оформилась группа энтузиастов, которые добиваются его решения. В селе уже сделан заметный шаг в деле возрождения утраченных национальных традиций: имеются два ансамбля, в репертуаре которых присутствуют украинские песни, а концертными костюмами является национальная украинская одежда. В сельском Доме культуры действует центр украинского народного творчества, создан музей народного творчества.

### Переселенческий участок «Крыловский»
Еще одно украинское поселение на территории Томской области появилось в конце 1920 гг . Мигрантам-украинцам в этот период, так же как и их землякам в конце XIX в., пришлось осваивать новые земли. В 1928 г. в Кожевниковском районе был создан переселенческий участок «Крыловский». И уже на следующий год в Сибирь прибыли, по воспоминаниям старожилов, примерно 30 семей, выходцев из Сумской области. По данным 1935 г., в деревне насчитывалось 26 дворов с 138 жителями. Послевоенные трудности на Украине заставили родственников переселиться к уже обосновавшимся в Сибири. Во второй половине 1940 гг. в селе насчитывалось 53 семьи, при этом за единичным исключением в деревне были представлены типичные украинские фамилии: Дорошенко, Сидоренко, Лысенко. Наиболее многочисленными были украинцы с фамилией Гончаровы — 16 из 53 семей.
В начальный период взаимодействия с полиэтнической средой у переселенцев из Украины актуализировался этноним «русин». «Русинами» с IX в. называли себя потомки «белых хорватов», живших по обоим склонам Западных Карпат. Тем самым «русины» осознавали свою принадлежность к Киевской Руси, в состав которой с X в. входила территория их расселения, и к древнерусской народности. Название русин, русич, руснак, руський, по сути, так и не исчезло из лексикона жителей западных регионов Украины — Закарпатья, Галиции, Подолья. Время бытования этнонима «русин» в д. Крыловке ограничено только 1930 гг., похозяйственные книги последующих лет зафиксировали в качестве самоназвания «украинец».
Проведенный анализ показал, что в 1958-60 годах удельный вес украинцев в составе населения д. Крыловки равнялся 70,4 %. Остальную часть жителей, за редким исключением, составляли русские (30 %). Причем в число русских попали и дети из русско-украинских семей.
В середине 1970 гг. Крыловка исчезла с карты Томской области. Основная часть жителей выехала в ближайшие деревни, в город Томск, а также на Украину. Судьба этой украинской деревни оказалась типичной для многих этнически однородных поселений нерусского пришлого населения в Сибири. Зачастую они были немногочисленными и оказались поглощены более крупными в процессе укрупнения населенных пунктов.
Казалось бы, утрата этнического самосознания, отмеченная в официальных документах, ликвидация деревни, которая выступала важным фактором консолидации мигрантов из Украины, должны были привести к полному растворению украинцев в ино-этническом окружении. Однако жители бывшей украинской деревни, проживающие ныне в селах Кожевниковского района, до сих пор считают себя украинцами. Отчасти они сохранили знание своего родного языка, органично вписав его в русскую речь.

## Украинские организации региона
Важным признаком диаспоры является ее способность к самоорганизации, основными формами которой могут быть различного рода землячества, общественные, национально-культурные и политические движения. В 1990 году в Томске был создан центр украинской культуры «Джерело». Его основная деятельность ориентирована на решение национально-культурных проблем: сохранение и развитие языка, фольклора, укрепление национального самосознания членов диаспоры. «Джерело» также выполняет культурно-просветительские функции. Жители с. Ново-Рождественского постоянно находятся в фокусе внимания «Джерело», они принимают активное участие в мероприятиях, проводимых городским центром. В 2004 г. в Томске состоялась конференция «Украинцы в Сибири: история, культурная жизнь, перспективы», где среди прочих был представлен доклад жительницы с. Ново-Рождественского, посвященный истории и проблемам родного села. На страницах издаваемого в Томске журнала «Территория согласия» регулярно появляется информация о жизни украинской диаспоры в Томской области, в том числе и в украинских деревнях.
На основании приведенных данных можно прийти к выводу, что наряду с зафиксированным официальными источниками процессом размывания этнической самоидентификации в настоящее время у украинцев заметно стремление к внутриэтнической консолидации: развиваются отдельные компонентов национальной культуры, то есть сохраняются и воссоздаются этнически маркируемые элементы.